# Ioan Clinciu
Ioan Clinciu (n. 18 iunie 1864 – Poarta Bran, Brașov - d. 1943) a fost un profesor de istorie și om politic român.
Ioan Clinciu a fost profesor de istorie la Liceul Gheorghe Lazăr din București și autor de manuale școlare. 
A fost membru fondator și a condus organizații care au contribuit la înfăptuirea României Mari. A fost în mai multe rânduri ales deputat și senator, ocupând timp trei ani funcția de vice-președinte al Senatului.

## Începuturile
Tatăl său, Niculae Clinciu, negustor de vite, învățase să scrie și să citească pe când era cioban în Dobrogea.
A urmat 3 clase primare în satul natal, Poarta Bran, apoi 2 ani la Școala Centrală din Bran. Învățătorul Teodor Pop i-a convins pe părinți să-l trimită la Gimnaziul Român din Brasov, numit mai târziu Liceul Andrei Șaguna. De la 13 ani a început să-și câștige singur existența, ca ajutor al cojocarului la care stătea în gazdă și dând meditații.
La 16 ani, la îndemnul mamei sale de a-și găsi o slujbă, este ales învățător în comuna Dârlău, unde românii nu vorbeau decât ungurește. Alegerea nu a fost aprobată de Arhimandritul Ilarion Pușcariu, și el tot brănean, care văzând notele bune ale lui Clinciu, s-a hotărât să-l sprijine să-și continue studiile. Primește o bursă la Institutul Cristurian, unde studiază timp de trei ani. În semn de recunoștință, va înființa mai târziu în Bran o Casă de cultură pentru profesori și pentru elevii merituoși.
După terminarea liceului a obținut o bursă la Școala Normală Superioară din București. Dintre profesori, a colaborat cu Grigore Tocilescu la editarea cronicilor lui Gheorghe Șincai, și cu V. A. Urechia la studiul asupra lui Miron Costin. L-a ajutat pe Bogdan Petriceicu Hasdeu în studiul folclorului din regiunea Branului.

## Profesor
În 1899 obține un post de suplinitor la Gimnaziul Gheorghe Lazăr, la catedra de istorie. În 1890 gimnaziul devine liceu. În 1892 Clinciu este numit profesor titular și va continua să predea la acest liceu timp de 40 de ani. 
Printre elevii săi se numără: Constantin C. Giurescu.
În 1892 înființează un liceu particular, Noul Institut pentru băieți “Clinciu Popa”, împreună cu cumnatul și colegul său Popa Lisseanu. Liceul particular va funcționa timp de 24 de ani, până va fi distrus de ocupația germană.
În 1912 este numit inspector general.
În timpul ocupației Clinciu se refugiază la Iași, unde predă timp de doi ani. A înființat și condus în primii 7 ani Asociația Profesorilor Secundari, care apăra interesele corpului didactic în relația cu Ministerul. După Primul Război Mondial asociația se extinde în toata țara și ajunge să aibă 70 filiale, dar nu vor fi înscriși decât 10% dintre profesori. În urma conflictelor cu Ministerul, Clinciu renunță la postul de președinte, dar rămâne președinte onorific.

## Autor de manuale scolare
Timp de 30 de ani, Ioan Clinciu a întocmit manualele de istorie pentru clasele I, II și III de gimnaziu. Pentru o parte dintre aceste manuale a colaborat cu George Coman, M Dimitrescu și cu Victor Papacostea.

## Politician, luptător pentru România Mare
În 1910 organizează o colectă, și apoi distribuie 3000 de florini rudelor victimelor care fuseseră împușcate de jandarmii unguri, la Mărgineni.
A fost membru fondator al societății Astra.
Încă din studenție, a fost membru al societății Carpații și vicepreședinte al societății Transilvania, care luptau pentru înfăptuirea României Mari. Societatea Carpații, unde erau numai ardeleni, își propunea să trezească sentimentul național prin orice mijloace, mai ales prin manifestări de stradă. Societatea Transilvania oferea burse studenților din străinătate care, in timp, după absolvire, ar fi putut interveni pe lângă cancelariile occidentale. Printre bursieri s-a numărat și Octavian Goga.
A fost membru în Liga pentru Unitatea Culturală a tuturor Românilor, încă de la înființare, și a fost secretarul secțiunii București timp de 3 ani. În 1919 și-a dat demisia, convins fiind că Liga își făcuse datoria.
Din 1909 a devenit membru al Partidului Conservator Democrat, condus de Take Ionescu. Take Ionescu intervenise pentru păstrarea veniturilor bisericii Sfântul Nicolae, care susținea material existența școlilor românești din Brașov, printre care era și școala la care învățase Clinciu.
În 1919 este ales deputat de Brașov, ca independent, iar în 1926 și 1927 este deputat de Făgăraș din partea Partidului Național Român. În 1928 este ales senator tot din partea Partidului National Român. Între 1928 și 1931 este vice-președintele Senatului.
Pe când era președintele Asociației Profesorilor Secundari, a înființat și a fost președinte al Băncii Salariaților Publici și a Pensionarilor. A fost președintele Băncii Poporului din București.